# Pradipat Armatantri
Pradipat Armatantri (thailändisch ปฏิพัทธ์ อามะตันตรี, * 26. Januar 1993) ist ein thailändischer Fußballspieler.

## Karriere
Pradipat Armatantri spielte bis Ende 2017 beim Rayong FC. Der Verein aus Rayong, einer Stadt in der Provinz Rayong, spielte in der zweithöchsten Liga des Landes, der Thai League 2. Anfang 2018 wechselte er zum Erstligaabsteiger Thai Honda FC. Ende 2019 gab der Verein aus Bangkok bekannt, dass man sich aus dem Ligabetrieb zurückzieht. 2019 absolvierte er für Thai Honda ein Zweitligaspiel. Anfang 2020 wurde er vom Viertligisten Chanthaburi FC unter Vertrag genommen. Mit dem Klub aus Chanthaburi spielte er in der vierten Liga, der Thai League 4, in der Eastern Region. Nach dem zweiten Spieltag der Saison 2020 wurde der Spielbetrieb wegen der COVID-19-Pandemie unterbrochen. Während der Unterbrechung wurde vom Verband beschlossen, das nach Wiederaufnahme des Spielbetriebs die Thai League 4 und die Thai League 3 zusammengelegt werden. Chanthaburi spielte fortan in der dritten Liga, der Thai League 3. Hier trat man ebenfalls in der Eastern Region an. Zu Saisonbeginn 2021/22 wechselte er zum Ligakonkurrenten Bankhai United FC.